# Jeff Porcaro
Jeffrey Thomas „Jeff“ Porcaro (1. dubna 1954 Hartford, Connecticut – 5. srpna 1992 Los Angeles, Kalifornie) byl americký rockový bubeník, zakládající člen skupiny Toto a vysoce ceněný studiový hráč. Spolupracoval s mnoha známými hudebníky, jako jsou např. Paul McCartney, Willy DeVille, Jackson Browne, Donald Fagen, Ricki Lee Jones, Michael Jackson, Go West, Nik Kershaw, Love and Money, Paul Simon, Don Henley, Madonna, Bonnie Raitt, Dire Straits, David Gilmour, Roger Waters, Pink Floyd, Roger Hodgson, Paul Anka, Eric Clapton, Miles Davis, Bruce Springsteen, Elton John nebo Larry Carlton. Zemřel v roce 1992 na infarkt myokardu.